# Dagnente
Dagnente is een plaats (frazione) in de Italiaanse gemeente Arona.